# Demir Kapija
Demir Kapija (v makedonské cyrilici Демир Капија) je město v jižní Makedonii, v údolí řeky Vardaru. Jeho název pochází z turečtiny a znamená v překladu železná vrata. Město se totiž nachází v blízkosti soutěsky, kterou vedou hlavní dopravní tahy ze Severní Makedonie směrem do Řecka, přesněji do Soluně. Demir Kapija má 3 275 obyvatel.

## Historie
Město Demir Kapija je poprvé připomínáno v antických dobách pod názvem Stenae (což v starověké řečtině znamenalo soutěsku. Během středověku zde existovala osada s názvem Prosek, jejíž obyvatelstvo bylo slovanského původu. Roku 1385 toto osídlení obsadila Osmanská říše.
Díky vhodné strategické pozici zde byla vybudována pevnost. Své letní sídlo zde měl také i jugoslávský král Alexandr I. Karađorđević, který zde provozoval i rozsáhlé vinice. Ty byly organizovány v evropském stylu a měly za cíl modernizovat místní zemědělství.
Město je v současné době strategickým dopravním uzlem; prochází tudy hlavní silniční tah ze Skopje do Soluně a také železniční trať ve stejném směru. V nedávné době[kdy?] zde byla vybudována i dálnice.